# Safané (département)
Safané est un département et une commune rurale de la province du Mouhoun, situé dans la région de la Boucle du Mouhoun au Burkina Faso. Il compte en 2006, 48 911 habitants.
Safane c'est la Terre de la famille CISSE qui signifie "marabou"
Les limame sont de la famille sako
Les chefs de village famille seré 
Cissé =seré 
Sako=Sissao 
Tous ceux dirrige par la famille CISSE qui est au controle de tout ,qui sont Les chef de Terre.
Le nom Safané vient du marka sa-foni qui signifie serpent vipère, sa signifie serpent de façon générale et foni se rattache à vipère. Des habitants de Safané portent le nom de famille sakira qui signifie « envoyé du serpent » ou sako « affaire de serpent »[réf. souhaitée].

## Villages
Les villages du département et la commune rurale de Safané sont (données de population de 2006) :
- Banga (396 habitants)
- Banou (1 521 habitants)
- Bara (1 632 habitants)
- Bara-Yankasso (1 031 habitants)
- Biforo (1 810 habitants)
- Bilakongo (786 habitants)
- Bomboila (1 371 habitants)
- Bominasso (373 habitants)
- Bona (1 580 habitants)
- Bossien (778 habitants)
- Datomo (4 165 habitants)
- Doumakélé (380 habitants)
- Guizigoron (113 habitants)
- Kienséré (1 036 habitants)
- Kira (726 habitants)
- Kokoun (1 383 habitants)
- Kongoba (1 311 habitants)
- Kongodiana (442 habitants)
- Kongosso (438 habitants)
- Lanfiéra (1 069 habitants)
- Makongo (1 547 habitants)
- Missakongo (306 habitants)
- Nounou (2 203 habitants)
- Pakolé (418 habitants)
- Pakoro (180 habitants)
- Safané (7 845 habitants), chef-lieu
- Sikorosso (11 habitants)
- Sin (1 441 habitants)
- Sirakorosso (203 habitants)
- Siralo (1 695 habitants)
- Sodien (1 376 habitants)
- Sokoula (594 habitants)
- Sokoulani (790 habitants)
- Tiekuy (987 habitants)
- Tounou (1 209 habitants)
- Tuena (783 habitants)
- Yamou (643 habitants)
- Yankasso (2 006 habitants)
- Ziasso (895 habitants)
- Zienkuy (1 441 habitants)